# Hogna brunnea
Hogna brunnea är en spindelart som först beskrevs av Friedrich Wilhelm Bösenberg 1895.  Hogna brunnea ingår i släktet Hogna och familjen vargspindlar.
Artens utbredningsområde är Kanarieöarna. Inga underarter finns listade i Catalogue of Life.